# Wolfgang Kremer
Wolfgang Kremer (* 29. Oktober 1945 in Burg) ist ein deutscher Schwimmer.

## Persönliches
Kremer startete von 1960 bis 1971 für den SV Essen 06. Er ist 1,82 m groß und wog in seiner aktiven Zeit 83 kg. Kremer ist, neben Ernst Peter Berghaus, der Veranstalter des ersten Triathlons auf deutschem Boden in Essen, im April 1982 (Siehe auch: Geschichte des Triathlons in Deutschland).

## Deutsche Meisterschaften
Kremer gewann neun deutsche Meisterschaften:
- 100 m Freistil: 1966, 1967, 1967 (25-m-Bahn), 1968, 1969 und 1970
- 200 m Freistil: 1966 und 1968
- 100 m Freistil: 1969 Internationaler Deutscher Meister (25-m-Bahn)

## Olympiateilnahme
Kremer nahm an den Olympischen Spielen 1964 in Tokio sowie 1968 in Mexiko-Stadt teil.
- 1964 startete er über 400 m Freistil und belegte den 23. Platz.
- 1968 startete er über 100 m Freistil (9. Platz) und über 200 m Freistil (13. Platz).
- Außerdem war er Mitglied dreier Staffeln: 4 × 100 m Freistilstaffel (Besetzung: Peter Schorning, Wolfgang Kremer, Olaf von Schilling und Hans Fassnacht), 4 × 200 m Freistilstaffel (Besetzung: Hans Fassnacht, Olaf von Schilling, Folkert Meeuw und Wolfgang Kremer) und 4 × 100 m Lagenstaffel (Besetzung: Reinhard Blechert, Gregor Betz, Lutz Stoklasa und Wolfgang Kremer). Alle Staffeln kamen auf Platz 6.

## Rekorde
- 1965 in London Weltrekord mit der 4-mal-220-Yards-Freistilstaffel. Besetzung: Hans-Joachim Klein, Olaf von Schilling, Holger Kirschke und Wolfgang Kremer
- 1967 in Essen deutscher Rekord über 100 m Freistil (25-m-Bahn) in 0:52,3 min.[3]